# Bahnhof Odernheim (Glan)
Der Bahnhof Odernheim (Glan) war der Bahnhof der Gemeinde Odernheim am Glan. Er wurde im Oktober 1896 als Endbahnhof der unteren Glantalbahn eröffnet, die zunächst die unmittelbare Fortsetzung der seit 1883 existierenden Lautertalbahn bildete. Mit Durchbindung der Strecke nach Staudernheim wurde er ein Jahr später Durchgangsbahnhof. Die übrigen Abschnitte der aus strategischen Gründen errichteten Glantalbahn von Homburg nach Bad Münster wurden 1904 eröffnet. Da die Strecke sich in Odernheim fortan in die Äste nach Staudernheim und Bad Münster aufgabelte, wurde der Bahnhof dadurch ein Eisenbahnknotenpunkt mit untergeordneter Bedeutung. Diese Funktion verlor er wieder, als der Streckenabschnitt zwischen Odernheim und Bad Münster 1961 stillgelegt und anschließend abgebaut wurde. 1986 endete der Personenverkehr zwischen Lauterecken und Staudernheim ebenfalls. Im Güterverkehr wurde der Bahnhof noch bis 1988 bedient. Seit 1996 ist die Bahnstrecke zwischen Lauterecken und Staudernheim rechtlich stillgelegt.
Seit 2000 befindet sich am Bahnhof eine Draisinenstation. Teile der Bahnhofsanlage an der Bahnhofstraße 11 stehen unter Denkmalschutz.

## Lage
Der Bahnhof befindet sich am westlichen Ortsrand von Odernheim. Die aus südlicher Richtung kommende Glantalbahn verläuft kurz vor Erreichen des Bahnhofs in einer S-Kurve, bei der sie unter anderem den namensgebenden Fluss überquert. In unmittelbarer Nähe westlich der Bahnstation befindet sich eine annähernd rechtwinklige Schleife des Glans. Kurz nach Erreichen des Bahnhofs überquert die Bahnstrecke erneut den Fluss. Anschließend unterquert sie die Landesstraße 234 und gabelt sich kurz danach in zwei Äste auf. Der noch existente Streckenast umfährt den Disibodenberg, überbrückt anschließend die Nahe und endet in Staudernheim. Der bereits 1961 stillgelegte Ast führt kurz nach dem Abzweig erneut über den Glan und verläuft anschließend unweit von dessen orografisch rechten Ufer bis zu seiner Mündung in die Nahe. Unmittelbar danach folgt er dem rechten Ufer der Nahe bis kurz vor Bad Münster.
Da der Abschnitt Lauterecken – Staudernheim ursprünglich eine Fortsetzung der Lautertalbahn bildete, war er zunächst in deren Kilometrierung miteinbezogen, sodass sich der damalige Nullpunkt in Kaiserslautern befand. Der Bahnhof lag bei Streckenkilometer 52,6.
Nach Eröffnung der strategischen Bahn im Jahr 1904 wurde eine durchgehende Kilometrierung vollzogen, die westlich des Bahnhofs Scheidt begann und über die seit 1879 beziehungsweise 1895 existierende Bestandsstrecke bis Rohrbach folgte, anschließend die ab 1. Januar 1904 bestehende Verbindung über Kirkel und Limbach einbezog und anschließend auf die Glantalbahn wechselte. Durch diese Maßnahme befand sich der Bahnhof Odernheim seither bei Streckenkilometer 93,3. Der dadurch ins Abseits geratene Abschnitt Odernheim – Staudernheim wurde daraufhin gesondert kilometriert und später in die bei Scheidt beginnende Kilometrierung einbezogen.

## Geschichte

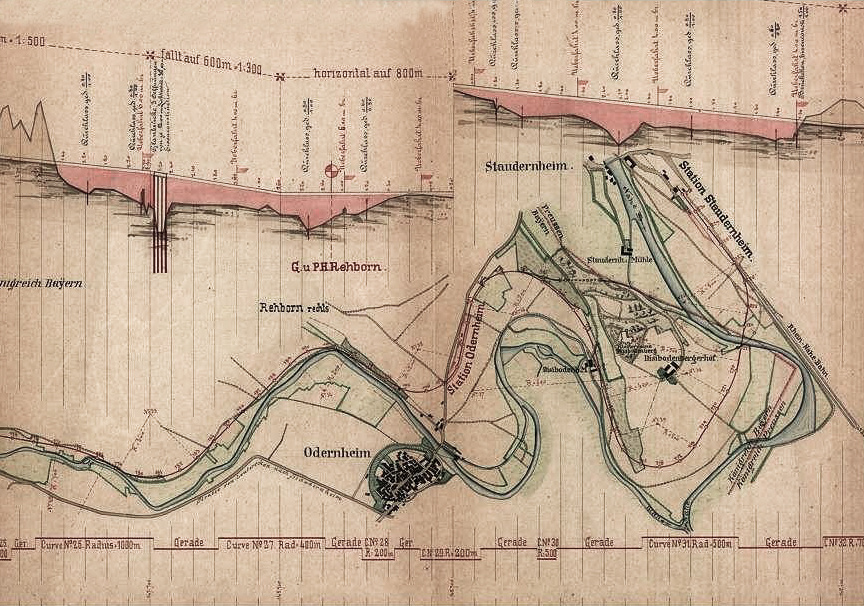
Entwurf der Glantalbahn einschließlich Bahnhof Odernheim im frühen Planungsstadium. Sowohl die Trasse der Bahnlinie als auch der Standort des Bahnhofs weichen hier von der der tatsächlichen Realisierung ab.

Bereits im Zuge des Baus der Rhein-Nahe-Bahn zielte eine Initiative darauf ab, eine Trasse über Odernheim, Meisenheim, Lauterecken, Altenglan und Kusel bis nach St. Wendel und Neunkirchen auf den Weg zu bringen. Die Bestrebungen setzten sich jedoch nicht durch, da Preußen eine solche Bahnstrecke in erster Linie innerhalb des eigenen Territoriums haben wollte. 1860 bildete sich ein Komitee, das sich für eine Bahnstrecke einsetzte, die in Kaiserslautern von der Pfälzischen Ludwigsbahn abzweigen, anschließend durch das Lauter- und das untere Glantal verlaufen und in Staudernheim auf die im selben Jahr vollendete Rhein-Nahe-Bahn treffen sollte. Preußen war jedoch lediglich bereit, die 1866 gegründete Gesellschaft der Pfälzischen Nordbahnen bei der Errichtung der 1870 in Betrieb genommenen Alsenztalbahn zu unterstützen, deren nördlicher Endpunkt das preußische Bad Münster bildet. 1871 liefen Pläne zum Bau einer strategischen Bahn. Die damals ausgearbeitete Trassierung wich jedoch von der später tatsächlich ausgeführten Strecke stellenweise ab, so sollte der Bahnhof vor Ort an einer anderen Stelle entstehen. Das Vorhaben scheiterte an unterschiedlichen Vorstellungen zur Zinsgarantie zwischen Preußen und Bayern, deren Staatsgebiet die Strecke berühren sollte. 1891 schlossen Bayern und Preußen einen Staatsvertrag, der vorsah, eine Strecke von Lauterecken nach Staudernheim von der Gesellschaft der Pfälzischen Nordbahnen bauen und betreiben zu lassen. Die Strecke Lauterecken - Odernheim wurde am 26. Oktober 1896 als unmittelbare Fortsetzung der Lautertalbahn eröffnet. Der Lückenschluss nach Staudernheim verzögerte sich, da Grundbesitzer versuchten, die Preise für den Geländeverkauf an die Bahn hochzuhandeln. Am 1. Juli 1897 erfolgte die Durchbindung der Strecke bis Staudernheim an der Nahetalbahn. Die Bahnstrecke von Kaiserslautern aus wechselte nördlich von Lauterecken mehrfach die Grenze zwischen Bayern, zu dem die Pfalz damals gehörte, und Preußen; Odernheim war die letzte Station innerhalb der Pfalz.

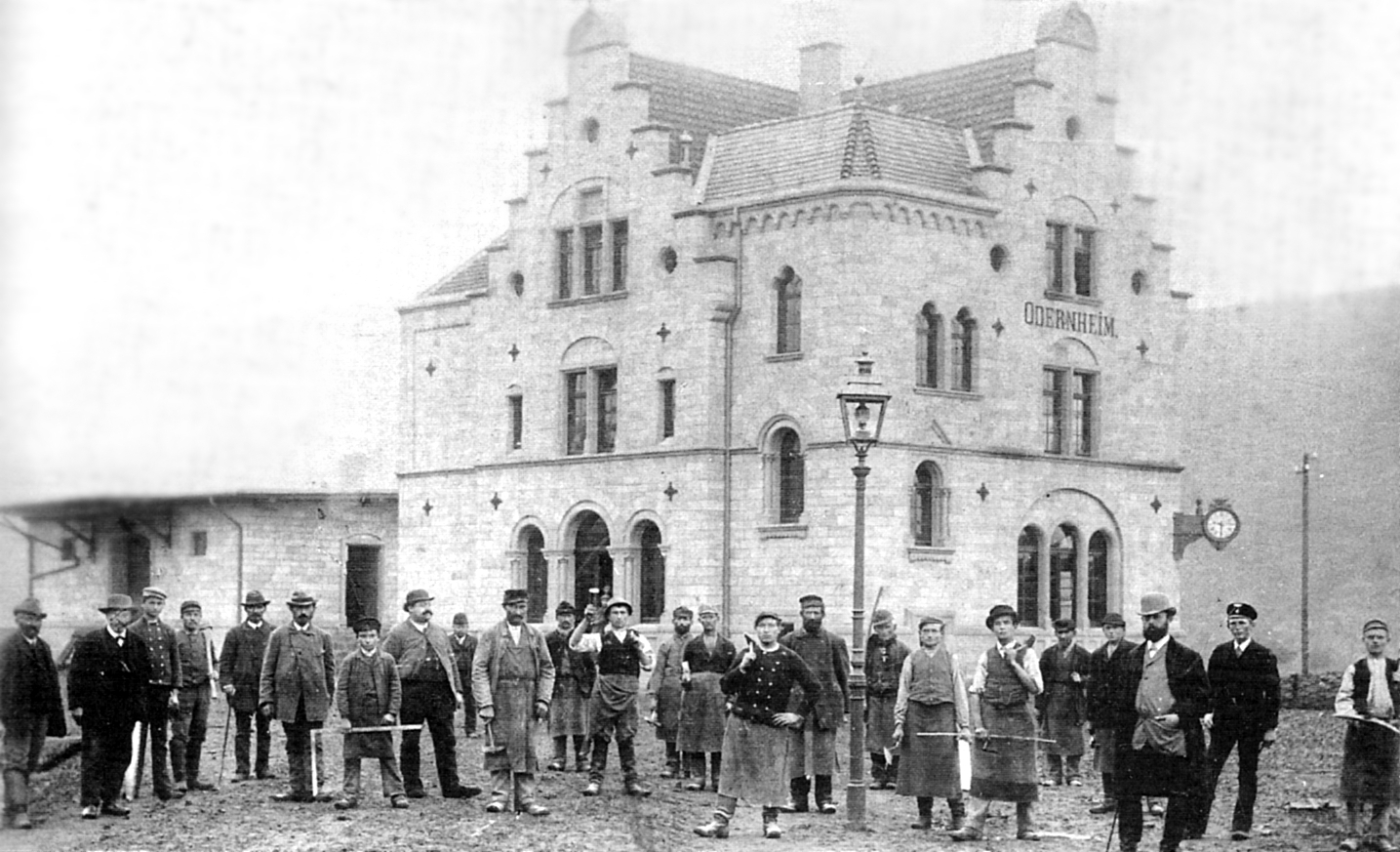
Bahnhof Odernheim kurz nach dessen Fertigstellung Ende des 19. Jahrhunderts

Zur selben Zeit revidierte Bayern seine ablehnende Haltung gegenüber einer strategischen Bahnlinie entlang des gesamten Glan, da sich die deutschen Beziehungen zu Frankreich zwischenzeitlich verschlechtert hatten. Die strategische Strecke sollte von Homburg aus unter Mitbenutzung der Bahnstrecke Landstuhl – Kusel auf dem Abschnitt Glan-Münchweiler – Altenglan und der vom Lautertal aus kommenden Strecke ab Lauterecken bis Bad Münster verlaufen, wobei sich der Verlauf ab Odernheim am rechten Ufer der Nahe orientieren sollte. Gleichzeitig war vorgesehen, die Bestandsstrecke Lauterecken – Odernheim zweigleisig auszubauen. Die Glantalbahn wurde schließlich am 1. Mai 1904 auf durchgehender Länge eröffnet, womit Odernheim zu einem Knotenpunkt untergeordneter Bedeutung wurde; entlang dieser neuen Bahnstrecke war es eine von insgesamt 26 Unterwegsstationen.
Auf dem Streckenabschnitt Odernheim – Bad Münster war die Nachfrage stets gering, sodass er zum 29. September 1961 stillgelegt und in den beiden Folgejahren abgebaut wurde. Nachdem bereits 1981 der Abschnitt Homburg – Glan-Münchweiler und 1985 der Abschnitt Altenglan – Lauterecken-Grumbach den Personenverkehr eingebüßt hatten, endete er am 30. Mai 1986 zwischen Lauterecken-Grumbach und Staudernheim ebenfalls. Der allerletzte Personenzug fuhr um 18 Uhr in Richtung Lauterecken unter Teilnahme der Bevölkerung ab. Durch diesen Umstand existierte auf dem Abschnitt Meisenheim – Odernheim fortan kein regulärer Verkehr mehr. Zwei Jahre später, am 25. September 1988, wurde die Güterbedienung des Bahnhof Odernheim eingestellt. Am 10. Mai 1996 genehmigte das Eisenbahn-Bundesamt die Stilllegung der Glantalbahn zwischen Lauterecken-Grumbach und Odernheim, die zum 1. Juli des Jahres vollzogen wurde.
Um einen Streckenabbau zu verhindern, hegten Studenten der Technischen Universität Kaiserslautern Pläne, wonach auf der Glantalbahn zwischen Altenglan und Staudernheim ein Betrieb mit Eisenbahn-Draisinen eingerichtet werden sollte. Zu den Unterstützern dieses Projekts gehörte der Kuseler Landrat Winfried Hirschberger. Im Jahr 2000 gelang die Verwirklichung. Seither ist der Bahnhof eine Draisinenstation auf der Glanstrecke.

## Bauwerke

### Empfangsgebäude
Das Empfangsgebäude ist ein zweieinhalbgeschossiger, historistischer Sandsteinquaderbau aus dem Jahr 1895. Von der anspruchsvollen Architektur und dem Baustil her ähnelt es dem in Meisenheim, fiel aber etwas kleiner aus. Wie die übrigen Empfangsgebäude entlang der unteren Glantalbahn war der Baustil in Odernheim typisch für die Gesellschaft der Pfälzischen Nordbahnen.

### Sonstige Bauten
1901 erhielt der Bahnhof einen Kran. Zur noch bestehenden Bahnhofsanlage gehören der Güterschuppen sowie die Stellwerke I und II, die alle aus dem Jahr 1891 stammen. Wie das Bahnhofsgebäude stehen sie – mit Ausnahme des Stellwerks II – unter Denkmalschutz. Letzteres dient einem Anglerverein und wurde dafür umgebaut.

### Anlagen

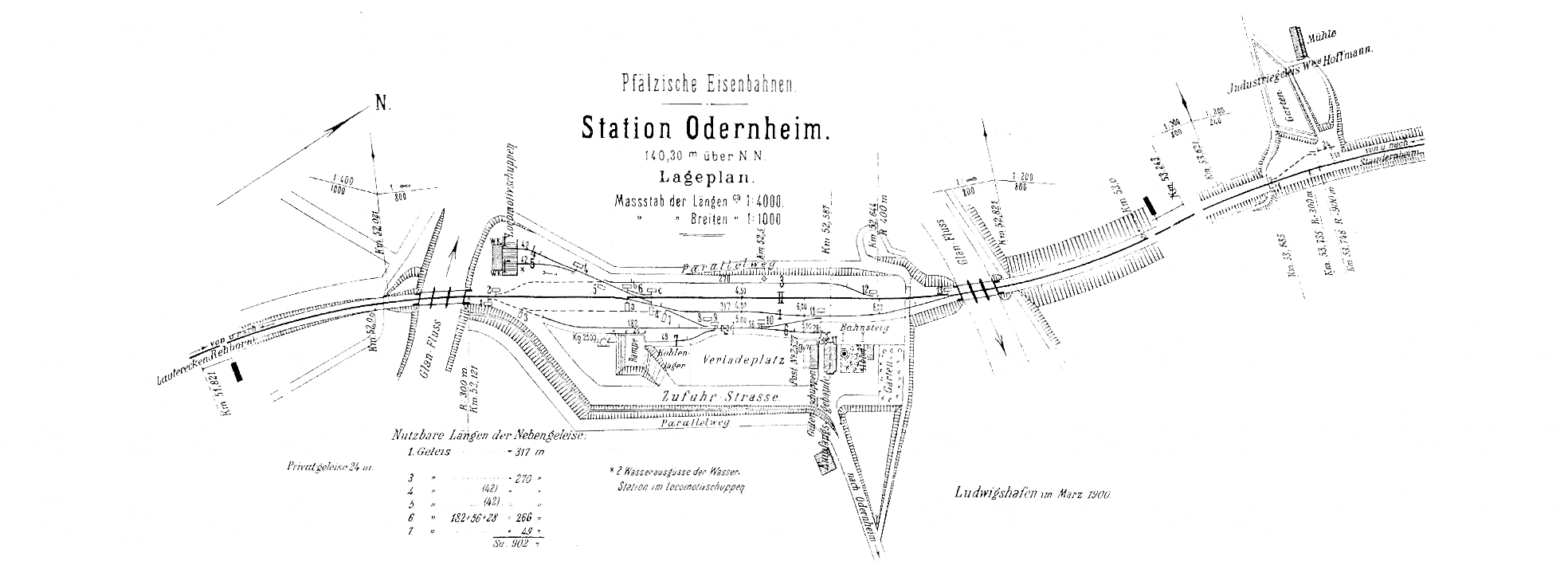
Gleisplan des Bahnhofs um 1900

Bei der Streckeneröffnung verfügte der Bahnhof Odernheim über 13 Weichen, eine Kopf- und eine Seitenrampe, einen Verladekran mit einer Tragkraft von zweieinhalb Tonnen und mehrere Nebengleise mit einer Gesamtlänge von 920 Metern. Südlich des Bahnhofs befand sich ein zweiständiger Lokschuppen, der zusätzlich die Dampflokomotiven mit Wasser versorgte und Übernachtungsräume für das Lokpersonal enthielt. Einen Tag nach der Eröffnung begann der planmäßige Betrieb.

## Verkehr

### Personenverkehr
Zum Zeitpunkt der Streckeneröffnung verkehrten fünf Züge von und vier nach Kaiserslautern; hinzu kam ein Paar, das ausschließlich zwischen Odernheim und Lauterecken fuhr. Mit der durchgehenden Eröffnung der Glantalbahn 1904 verkehrten drei Zugpaare zwischen Homburg und Bad Münster; gleichzeitig endeten die durchgehenden Verbindungen bis Kaiserslautern. Zwischen Odernheim und Staudernheim pendelte daraufhin ein Dampftriebwagen. Im Jahr 1905 wurden am Bahnhof Odernheim insgesamt 15.843 Fahrkarten verkauft. Auf dem Streckenabschnitt zwischen Odernheim und Bad Münster verkehrten nie mehr als sechs Personenzüge. Umfangreicher war der Verkehr zwischen Odernheim und Staudernheim beziehungsweise zwischen Lauterecken und Grumbach. Auf der ersten Strecke gab es 1909 zehn Zugpaare, unmittelbar nach den beiden Weltkriegen reduzierte sich die Zahl auf drei. Zwischen Odernheim und Lauterecken-Grumbach fuhren zeitweise elf Zugpaare. In den 1970er Jahren verkehrten von Lauterecken-Grumbach bis Staudernheim nur noch acht Paare, bei der Einstellung des Personenverkehrs waren es nur noch sechs. Anfang der 1950er Jahre existierte eine sogenannte Eckverbindung von Staudernheim nach Bad Münster über Odernheim.
1965 wurden zwei Eilzugpaare zwischen Zweibrücken und Mainz eingesetzt, die über die Glantalbahn verkehrten und in Odernheim hielten. Aufgrund der inzwischen fehlenden Verbindung Odernheim – Bad Münster mussten diese Züge nach Staudernheim fahren, dort „Kopf machen“ und anschließend in Richtung Osten die Nahetalbahn benutzen. 1967 gab es ein weiteres Paar zwischen Homburg und Gau Algesheim. Ab 1970 waren diese Verbindungen offiziell nur noch Nahschnellverkehrszüge, ehe sie 1979 komplett eingestellt wurden.

### Güterverkehr
Von allen Bahnhöfen entlang der unteren Glantalbahn Lauterecken-Grumbach – Staudernheim war Odernheim stets der wichtigste Gütertarifpunkt. 1905 wurden beispielsweise insgesamt 23.278 Tonnen Güter empfangen beziehungsweise versandt. So besaß die im Ort ansässige Ölmühle einen Gleisanschluss, der sich rund einen Kilometer nördlich des Bahnhofs Odernheim befand. Um 1920 herum erfolgte die Bedienung des Streckenabschnitts Bad Münster – Lauterecken-Grumbach vom Güterbahnhof in Ebernburg an der Alsenztalbahn aus, von dem südlich von Lauterecken ein Durchgangsgüterzug bis Homburg verkehrte. Für die örtliche Ölmühle gab es eine weitere Übergabefahrt.
Die seit 1886 existierende Mühle wurde ab 1909 als Ölfabrik umgebaut. Von den 1930er bis in die 1960er Jahre gab es an Werktagen zeitweise bis zu drei Fahrten vom Odernheimer Bahnhof zur Ölfabrik. Nachdem es dort 1983 zu einem Großbrand kam, beschlossen die Eigentümer, sie aufzugeben. Dies führte dazu, dass das Güteraufkommen in Odernheim deutlich sank. Von Odernheim aus wurden regelmäßig Zuckerrüben transportiert.
1969 wurden 327 Wagenladungen versandt und 665 empfangen. Ab den 1970er Jahren ging der Güterverkehr im Bahnhof deutlich zurück: Wurden 1972 noch 15.421 Tonnen empfangen und 850 versandt, waren es zehn Jahre später nur noch 4.999 Tonnen im Empfang und 32 Tonnen im Versand. 1988 wurde Odernheim als Gütertarifpunkt geschlossen. Zuletzt war im Bahnhof ein Kohlenwagen entladen worden.

## Zwischenfälle
Im November 1928 wurden durch einen Sturm Bohlen auf die Gleise des Bahnhofs geschleudert. Daraufhin entgleisten die Lokomotive und der Packwagen eines Personenzuges; dabei starb der Lokführer.